# Sveti Jurij (Grosuplje)
Sveti Jurij is een plaats in Slovenië en maakt deel uit van de gemeente Grosuplje in de NUTS-3-regio Osrednjeslovenska. De plaats telde 410 inwoners op 1 januari 2020.